# Marian Subbotko
Marian Subbotko (ur. 3 kwietnia 1946 w Gdyni, zm. 24 kwietnia 2016 w Gdyni) – polski malarz, plastyk, poeta, pisarz, twórca tekstów literackich, opowiadań, wierszy, znany jako „Malarz Świata”. Członek Związku Polskich Artystów Plastyków od 1972 r.

## Życiorys
W latach 1967–1972 studiował na Wydziale Malarstwa Akademii Sztuk Pięknych w Gdańsku w pracowni prof. Władysława Jackiewicza. Jego zauroczenie sztuką wiązało się z surrealizmem. W czasie studiów poznał Elżbietę Gawrońską – studentkę wydziału architektury wnętrz na PWSSP w Gdańsku. Po studiach osiedlili się w Olsztynie. W 1976 roku został olsztyńskim plastykiem miejskim i postanowił otworzyć Galerię Sztuki Współczesnej, czyli „Salon Sztuki”, który byłby dostępny dla wszystkich. Jako miejsce wybrał hol olsztyńskiego dworca kolejowego. Wystawa, jak i sama koncepcja zostały bardzo pozytywnie odebrane przez ludzi, ani jeden obraz nie został skradziony. W 1986 Subbotkowie założyli w Gdyni przy ul.10-go Lutego pierwszą prywatną galerię sztuki, która stała się najaktywniejszym miejscem ekspozycji plastyki w mieście o innych niż kulturalnych tradycjach. Obrazy Mariana Subbotko znalazły się w wielu zbiorach prywatnych na całym świecie.

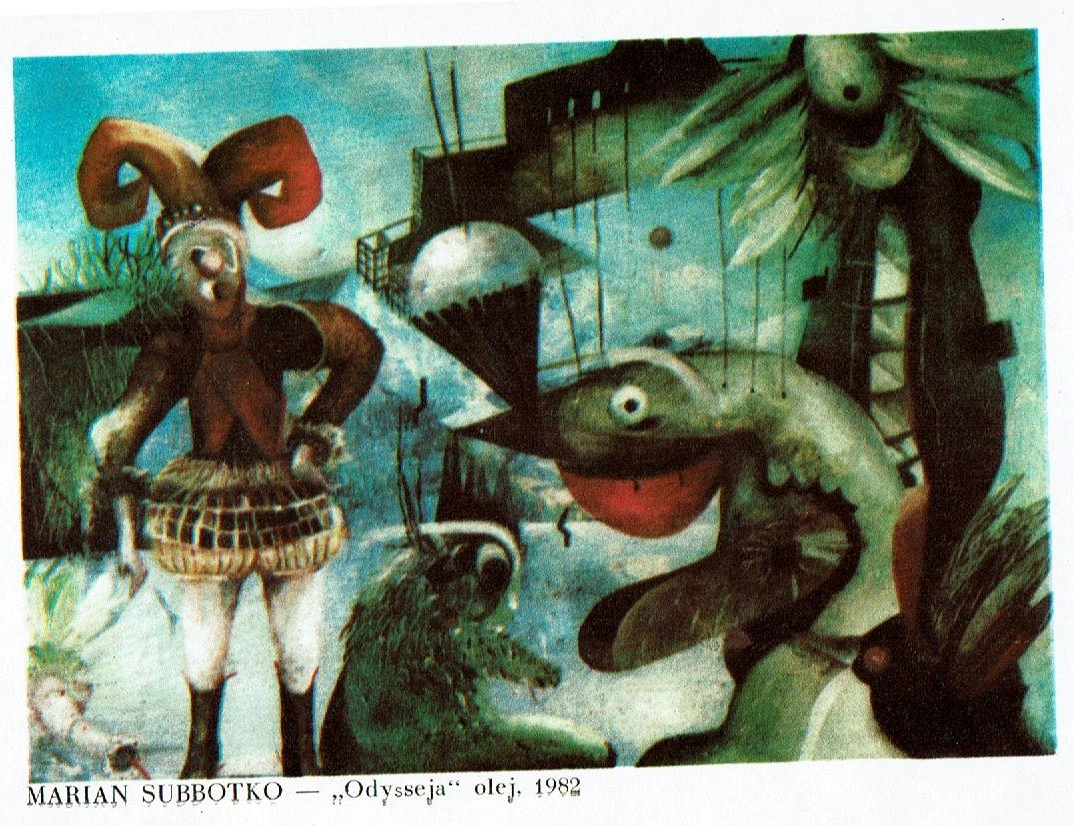
Marian Subbotko Odyseja 1982. Obraz wnoszony na Mount Everest.

Największym marzeniem artysty było utworzenie galerii na „dachu świata”. W 1989 roku została zorganizowana międzynarodowa wyprawa, z udziałem Polaków, na Mount Everest. Marian Subbotko przekazał himalaiście Wacławowi Otrębie mały obraz celem pozostawienia go na szczycie. Na odwrocie obrazu, przedstawiającego marzenie senne o tytule Odyseja, umieszczona została adnotacja, aby następna wyprawa, która zdobędzie szczyt odesłała go. Pomimo zdobycia szczytu przez himalaistów obraz dotarł tylko do obozu 3, który znajdował się na wysokości 7200 m. Obraz wrócił do rąk rodziny Subbotko, a autor otrzymał przydomek „Malarz Świata”.
W 1972 Subbotko opublikował manifest off-surrealizmu, który wywołał spore poruszenie w kręgach artystycznych, a w 2012 wydał tomik wierszy pod tytułem „Wybór wierszy”.
Jego twórczość była bardzo różnorodna i uzależniona od stanów psychicznych i rozwoju choroby autora.

## Wystawy zbiorowe i indywidualne (wybór)
- 1973 – I Targi Plastyki w Gdańsku
- 1973 – KMPiK Gdynia
- 1973 – Biennale Młodych, Sopot
- 1974 – Hamburg
- 1974 – I Targi Współczesnej Plastyki Marynistycznej, Gdańsk
- 1975 – Galeria PKD Biskupiec
- 1975 – KMPiK Olsztyn
- 1975 – BWA Olsztyn „O medal prezydenta”
- 1975 – Muzeum Kętrzyn
- 1976 – Rovaniemi, Finlandia
- 1976 – PGR Grabno
- 1976 – „Salon sztuki” Dworzec Olsztyński OiK
- 1976 – Galeria PSP, Ostrołęka
- 1977 – Wystawa Plastyki Olsztyńskiej, Królewiec
- 1977 – Ambasada PRL, Kopenhaga
- 1978 – Düsseldorf, RFN
- 1979 – „Polnische Kunst der Gegenwart” Hanover, RFN
- 1980 – Rovaniemi, Finlandia
- 1980 – Olsztyn
- 1981 – Mode Studio, Esslingen, RFN
- 1982 – Galleria Bayerischer Wald, RFN
- 1983 – Gdynia
- 1983 – 25 lat BWA, Olsztyn
- 1984 – Żabnica ‘83 wystawa poplenerowa
- 1985 – Olsztyńskie malarstwo i grafika – 40-lecie powrotu Warmii i Mazur do Macierzy, Olsztyn
- 1985 – Plastyka Ziem Zachodnich i Północnych w 40-lecie powrotu do Macierzy, Olsztyn
- 1986 – Międzynarodowy Plener Malarski „Grunwald ‘86”, Olsztyn
- 1995 – Wystawa wspólna z Elżbietą Subbotko, Grudziądz
- 1997 – 50 lat plastyki na Warmii i Mazurach, Olsztyn
- 2004 – Rysunki i wiersze Marian Subbotko
- 2006 – Encyklopedia Gdyni Verbi Causa

Źródło.

## Upamiętnienie
W 1989 roku ukazał się film Stefana Szlachtycza „Malarz Świata, czyli portret pewnego artysty” produkcji CWP i FTV Poltel.